# Julia Schulz-Dornburg
Julia Schulz-Dornburg (Múnich, 1962) es una arquitecta alemana afincada en Barcelona. Es graduada en arquitectura en 1990 por la Architectural Association de Londres. Tiene su propio despacho profesional en Barcelona desde 1993 y ha recibido el Premio Ciudad de Barcelona, el Premio Trienal de Arquitectura del Maresme y dos Premios FAD de Espacios Efímeros. Como arquitecta ha trabajado principalmente en museografía, exposiciones, viviendas y montajes efímeros. Es autora de Arte y Arquitectura: nuevas afinidades (2000) y Ruinas modernas, una topografía de lucro (Ámbito, 2012)